# Посольство Украины на Кипре
Посольство Украины на Кипре — дипломатическое представительство Украины на Кипре, расположенное в столице Кипра городе Никосия.

## Задачи посольства
Основная задача Посольства Украины в Никосии представлять интересы Украины, способствовать развитию политических, экономических, культурных, научных и других связей, а также защищать права и интересы граждан и юридических лиц Украины, которые находятся на территории Кипра.
Посольство способствует развитию межгосударственных отношений между Украиной и Кипром на всех уровнях, с целью обеспечения гармоничного развития взаимных отношений, а также сотрудничества по вопросам, представляющим взаимный интерес.

## История дипломатических отношений
Республика Кипр признала независимость Украины 27 декабря 1991 года. 19 февраля 1992 года были установлены дипломатические отношения между странами. В августе 1999 года в Никосии открыто Генеральное консульство Украины, в июне 2003 года начало свою деятельность Посольство Украины в Республике Кипр.

## Руководители дипломатической миссии
- Марков, Дмитрий Юхимович (23 февраля 1999 — 12 июля 2002)[2][3]
- Гуменюк, Борис Иванович (29 сентября 2003 — 8 февраля 2007)[4][5]
- Демьянюк, Александр Павлович (28 ноября 2007 — 17 февраля 2012)[6][7]
- Гуменюк, Борис Иванович (21 февраля 2012 — 19 июля 2019)[8][9]
- Сиренко, Наталия Юрьевна (2019—2020) временный поверенный
- Нимчинский, Руслан Михайлович (12 августа 2020 — 21 июля 2025)[10][11]
- Нежинский, Сергей Сергеевич (с 21 июля 2025)[12]